# Juliane Robra
Juliane Robra (Herdecke, 8 de enero de 1983) es una deportista suiza que compitió en judo. Ganó dos medallas de bronce en el Campeonato Europeo de Judo, en los años 2010 y 2012.

## Palmarés internacional
| Campeonato Europeo | Campeonato Europeo  | Campeonato Europeo | Campeonato Europeo |
| Año                | Lugar               | Medalla            | Categoría          |
| ------------------ | ------------------- | ------------------ | ------------------ |
| 2010               | Viena (Austria)     | Medalla de bronce  | –70 kg             |
| 2012               | Cheliábinsk (Rusia) | Medalla de bronce  | –70 kg             |